# ATIVA
ATIVA, sigla di Autostrada Torino–Ivrea–Valle d'Aosta è la società che fino al 30 novembre 2024 ha svolto il ruolo di concessionaria dell'ANAS per l'esercizio del tratto dell'Autostrada A5 da Torino a Quincinetto e la A55 tangenziale di Torino.

## Storia
La ATIVA nasce nel 1954 per volontà della Provincia di Torino, del Comune di Torino e di alcuni enti privati per la costruzione e l'esercizio dell'autostrada Torino-Ivrea-Quincinetto, A5. 155,8 erano i chilometri che aveva in concessione e che nel 2008 le hanno fruttato 108,90 milioni di ricavi autostradali.

## Dati societari
L'infrastruttura gestita comprendeva i cinque svincoli di (Settimo Torinese, Volpiano, San Giorgio Canavese, Scarmagno, Ivrea) e la bretella A4/A5 Ivrea - Santhià (con la gestione dello svincolo di Albiano) per una lunghezza complessiva di circa 75 km; inoltre gestiva il Sistema Autostradale Tangenziale Torinese (SATT) per una lunghezza complessiva di circa 58 km.
Il presidente è Giovanni Ossola. La sede sociale è a Torino.
La società è controllata da HPVDA, che fa capo al Gruppo ASTM.